# Piping and Instrumentation Diagram

Piping & Instrumentation Diagram, EN ISO 10628, EN 62424

Il Piping and Instrumentation Diagram o Process and Instrumentation Diagram (abbreviato P&ID o P&I), in inglese anche engineering flow-sheet o engineering line diagram, in italiano spesso nominato schema di marcia o schema meccanico, è un disegno che mostra le interconnessioni tra le apparecchiature di un processo, il sistema delle tubazioni di interconnessione e la strumentazione utilizzata per il controllo del processo stesso.

## Ruolo del P&ID
Qui sotto un esempio di P&ID relativo ad un evaporatore realizzato per la cristallizzazione per via evaporativa di cloruro di sodio.

Esempio di P&ID

I simboli impiegati per descrivere la strumentazione sono a volte conformi agli standard della Instrumentation, Systems, and Automation Society (ISA), Standard S5; data però la necessità di realizzare degli schemi quanto più possibile aderenti alla realtà impiantistica, si tende ad evitare uno schematismo eccessivo (ne è esempio lo schema meccanico illustrato a fianco).
Altri standard utilizzati per la rappresentazione del P&ID sono la BS 1646 (British Standards Institution) e la DIN 28004 (Deutsches Institut für Normung).
Il P&ID riveste un ruolo fondamentale nelle fasi di manutenzione e modifica del processo descritto, in quanto descrive in maniera puntuale la sequenza fisica (ovvero le interconnessioni) delle apparecchiature e dei sistemi.
Inoltre il P&ID viene utilizzato in fase di progettazione per sviluppare gli schemi di controllo del processo, e permette la successiva fase di investigazione a fini operativi e di sicurezza, nella quale ad esempio si inseriscono gli studi HAZOP (Hazards and Operability).

## Contenuto del P&ID
In un P&ID sono rappresentati:

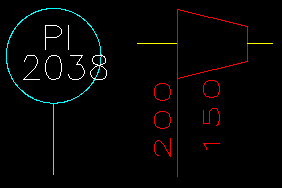
Esempio di identificazione utilizzata in un P&ID.

- strumentazione di controllo, con relativa identificazione
- apparecchiature meccaniche, con relativa identificazione
- tutte le valvole del processo, con relativa identificazione
- tubazioni (piping), con indicate le dimensioni e relativa identificazione
- spurghi, drenaggi, linee per campionamento, raccorderia
- direzione dei flussi di massa
- interconnessioni tra i sistemi.

### Indicazioni sulla funzione degli strumenti
Per identificare la strumentazione di controllo in un P&ID si utilizza in genere il simbolo di un cerchietto diviso in due parti:
- nella parte superiore è indicata una sequenza di poche lettere, che specificano la funzione dello strumento
- nella parte inferiore è indicato un numero per differenziare tutti gli strumenti aventi la stessa funzione.

Nella tabella seguente sono indicate le abbreviazioni per indicare la funzione degli strumenti, in conformità agli standard BS 1646 del 1979.
|                                          | Proprietà misurata | Indicatore | Registratore | Trasmettitore | Controllore | Indicatore e controllore | Registratore e controllore |
| ---------------------------------------- | ------------------ | ---------- | ------------ | ------------- | ----------- | ------------------------ | -------------------------- |
| Portata (Flow rate)                      | F                  | FI         | FR           | FT            | FC          | FIC                      | FRC                        |
| Livello (Level)                          | L                  | LI         | LR           | LT            | LC          | LIC                      | LRC                        |
| Pressione (Pressure)                     | P                  | PI         | PR           | PT            | PC          | PIC                      | PRC                        |
| Analisi qualità (Quality)                | Q                  | QI         | QR           | QT            | QC          | QIC                      | QRC                        |
| Radiazione (Radiation)                   | R                  | RI         | RR           | RT            | RC          | RIC                      | RRC                        |
| Temperatura (Temperature)                | T                  | TI         | TR           | TT            | TC          | TIC                      | TRC                        |
| Peso (Weight)                            | W                  | WI         | WR           | WT            | WC          | WIC                      | WRC                        |
| altra proprietà, specificata in una nota | X                  | XI         | XR           | XT            | XC          | XIC                      | XRC                        |

A queste combinazioni di lettere si può aggiungere:
- A per indicare un allarme, preceduta da H (High), HH (Very High), L (Low) o LL (Very Low) a seconda che l'allarme intervenga se i valori misurati sono maggiori o minori dei valori limiti (ad esempio PAH: allarme per pressione sopra il valore limite). I valori HH e LL sono usati solo in presenza di un valore H o L per distinguere due soglie di intervento.
- D per indicare una differenza o un differenziale (ad esempio PDI: indicatore di pressione differenziale).
- F come seconda lettera per un rapporto (ad esempio FFC: controllore di rapporto di portate).
- T per indicare la funzione di trasmettitore (ad esempio TT: trasmettitore di temperatura).
- S per indicare la funzione di interruttore : "Switch" (ad esempio TSH : termostato con intervento di H "High" )

### Simboli delle apparecchiature
Di seguito vengono riportati alcuni dei simboli delle apparecchiature normalmente riportati su un P&ID. Esistono molte norme che raccolgono diverse simbologie. In questo caso i simboli rappresentati sono presi dalle normative DIN 30600 e ISO 14617.
|  | Tubazione (pipe)               |  | Tubazione isolata                                        |  | Tubazione incamiciata                                          |  | Tubo con scambio termico (riscaldato o raffreddato) |
|  | Recipiente agitato incamiciato |  | Recipiente agitato con mezzi tubi per lo scambio termico |  | Recipiente in pressione (orizzontale)                          |  | Recipiente in pressione (verticale)                 |
|  | Pompa (generica)               |  | Compressore o pompa a vuoto (generici)                   |  | Sacco                                                          |  | Bombola per gas                                     |
|  | Ventilatore                    |  | Ventilatore assiale                                      |  | Ventilatore radiale                                            |  | Essiccatore                                         |
|  | Colonna a riempimento          |  | Colonna a piatti                                         |  | Forno metallurgico                                             |  | Torre di raffreddamento                             |
|  | Scambiatore di calore          |  | Scambiatore di calore                                    |  | Raffreddatore                                                  |  | Scambiatore a piastre                               |
|  | Scambiatore a doppio tubo      |  | Scambiatore a fascio tubiero e mantello con tubi diritti |  | Scambiatore di calore a fasci tubiero e mantello con tubi ad U |  | Scambiatore a spirale                               |
|  | Sfiato per gas coperto         |  | Sfiato per gas curvo                                     |  | Filtro antiparticolato                                         |  | Imbuto                                              |
|  | Trappola vapore                |  | Vetro per l'ispezione                                    |  | Riduttore di pressione                                         |  | Tubo flessibile                                     |
|  | Valvola                        |  | Valvola di controllo                                     |  | Valvola ad azionamento manuale                                 |  | Valvola di non ritorno                              |
|  | Valvola a spillo               |  | Valvola a farfalla                                       |  | Valvola a diaframma                                            |  | Valvola a sfera                                     |